# Eric Fagúndez
Fagúndez  Lima est un nom espagnol. Le premier nom de famille, en général paternel, est Fagúndez ; le second, en général maternel, souvent omis, est Lima.
Antonio Eric Fagúndez Lima, né le 19 août 1998 à Vergara, est un coureur cycliste uruguayen.

## Biographie
Eric Fagúndez est originaire de Vergara, en Uruguay
En 2018, il se distingue en remportant une étape de la Rutas de América. Il devient également champion d'Uruguay du contre-la-montre dans la catégorie espoirs (moins de 23 ans). À partir de 2019, il commence à courir chez les amateurs en Espagne, d'abord avec le club basque Baqué-Ideus-BH. Il intègre ensuite le club galicien Aluminios Cortizo en juin 2021. 
Lors de la saison 2022, il s'illustre en étant le meilleur coureur amateur en Espagne. Il s'impose notamment sur le Tour de Zamora, une course par étapes du calendrier national. Durant l'été, il intègre l'équipe continentale angolaise BAI-Sicasal-Petro de Luanda en tant que stagiaire. Il dispute le Tour du Portugal, qu'il termine à la 33e place. 

### Carrière professionnelle
Il passe finalement professionnel en 2023 au sein de la formation Burgos-BH,. Au mois de février 2023, il devient champion d'Uruguay du contre-la-montre chez les élites. Il arrive ensuite en Europe et participe au Gran Camiño, où il s'échappe sur la première étape. En juillet 2023, il prend part au Tour du lac Qinghai en Chine, course de huit étapes intégrée au calendrier de l’UCI ProSeries 2023. Il termine deux étapes sur le podium et se classe deuxième du classement général dans le même temps que le vainqueur érythréen Henok Mulubrhan.

## Palmarès et résultats

### Palmarès amateur
- 2018
  -  Champion d'Uruguay du contre-la-montre espoirs
  - 4e étape de la Rutas de América
  - Vuelta a los Puentes del Santa Lucía
- 2019
  - 3e de la Prueba Alsasua
- 2021
  - Díptico Cidade de Galicia
- 2022
  - Tour de San Carlos
  - Clásica de Pascuilla
  - Clásica de Pascua
  - Championnat de Galice du contre-la-montre
  - Gran Premio Arroyo de la Encomienda
  - Challenge B-Guara
  - Gran Premio Concello do Porriño
  - Domaio Heroica-Gsport
  - 2e étape du Tour de Ségovie
  - Tour de Zamora
  - 2e du Tour de Ségovie
  - 2e du Grand Prix de Mortágua

### Palmarès professionnel
- 2023
  -  Champion d'Uruguay du contre-la-montre
  - 1re étape (a) du Grand Prix Beiras et Serra da Estrela (contre-la-montre par équipes)
  - 2e du Tour du lac Qinghai
  -  Médaillé de bronze de la course en ligne aux Jeux panaméricains
  - 4e du championnat panaméricain sur route
- 2024
  - 2e et 8e étapes du Tour du lac Qinghai
  - 2e du championnat d'Uruguay du contre-la-montre
  - 3e du Tour des Asturies
- 2025
  -  Champion d'Uruguay du contre-la-montre
  - 2e du Grand Prix Castellón
  - 2e du championnat d'Uruguay sur route

### Résultats sur les grands tours

#### Tour d'Espagne
1 participation
- 2023 : 129e

### Classements mondiaux
| Année                                 | 2018 | 2019 | 2020 | 2021 | 2022 | 2023 | 2024 |
| ------------------------------------- | ---- | ---- | ---- | ---- | ---- | ---- | ---- |
| Classement mondial                    | nc   | nc   | nc   | nc   | nc   | 170e | 315e |
| UCI America Tour                      | 223e | nc   | nc   | nc   | nc   | 18e  | 33e  |
|                                       |      |      |      |      |      |      |      |
| Légende : nc = non classéSource : UCI |      |      |      |      |      |      |      |